# Colin Woodell
Colin Woodell (nacido el 20 de diciembre de 1991 en San Francisco, California). es un actor estadounidense. Es conocido por interpretar a Ethan Sinclair en Devious Maids y a Aiden en The Originals.

## Biografía
Woodell nació en San Francisco, California, donde comenzó su formación y primeras actuaciones profesionales de teatro en el The American Conservatory Theatre. Se mudó a Los Ángeles donde estudió en la Escuela de Arte Dramático de la Universidad del Sur de California, donde obtuvo un Bachelor of Fine Arts en Teatro.

### Carrera
Mientras Woodell ha desarrollado su carrera principalmente en teatro, también ha participado como estrella invitada en series de televisión tales como Criminal Minds, CSI: Crime Scene Investigation y Masters of Sex. También participó en la película independiente Seattle Road.
El 2 de febrero de 2014 se dio a conocer que Woodell fue elegido para interpretar a Ethan Sinclair en la segunda temporada de Devious Maids. El 13 de agosto, se dio a conocer que fue elegido para interpretar de forma recurrente a Aiden, un hombre lobo gay en The Originals.

## Filmografía
| Cine       | Cine                            | Cine            | Cine              |
| Año        | Película                        | Rol             | Notas             |
| ---------- | ------------------------------- | --------------- | ----------------- |
| 2014       | First Date                      | Chico           | Cortometraje      |
| 2014       | The Tempest and the Torrent     | Duke            | Cortometraje      |
| 2016       | XOXO Netflix Original Film      | Ray             | Largometraje      |
| 2016       | Seattle Road                    | Gray            |                   |
| 2017       | The Neighbor                    |                 |                   |
| 2018       | Perturbada                      |                 |                   |
| 2018       | Eliminar amigo 2: la web oscura | Matias          | Largometraje      |
| 2024       | Fly Me to the Moon              | Buzz Aldrin     | Largometraje      |
| Televisión |                                 |                 |                   |
| Año        | Título                          | Rol             | Notas             |
| 2013       | Criminal Minds                  | Tommy Burns     | 1 episodio        |
| 2014       | CSI: Crime Scene Investigation  | Barista         | 1 episodio        |
| 2014       | Devious Maids                   | Ethan Sinclair  | Elenco principal  |
| 2014-2015  | The Originals                   | Aiden           | Elenco recurrente |
| 2015       | Masters of Sex                  | Ronald Sturgis  | 1 episodio        |
| 2018       | The Purge                       | Rick Betancourt | Elenco principal  |